# ジャスティン・ミラー (1987年生の投手)
ジャスティン・ライアン・ミラー（Justin Ryan Miller, 1987年6月13日 - ）は、アメリカ合衆国カリフォルニア州カーン郡ベーカーズフィールド出身のプロ野球選手（投手）。右投右打。

## 経歴

### プロ入り前
2006年のMLBドラフト47巡目（全体1392位）でコロラド・ロッキーズから指名されたが、契約せずにカリフォルニア州立大学フレズノ校へ進学した。大学時代は3年時の2008年に大学全米一を経験した。この時のチームメイトにジャスティン・ウィルソンがいる。

### プロ入りとレンジャーズ傘下時代
2008年のMLBドラフト16巡目（全体483位）でテキサス・レンジャーズから指名され、プロ入り。契約後、傘下のA-級スポケーン・インディアンスでプロデビュー。14試合に登板して2セーブ、防御率5.06、24奪三振を記録した。
2009年はまずルーキー級アリゾナリーグ・レンジャーズでプレーし、8試合に登板して2セーブ、防御率1.08、10奪三振を記録した。7月にA-級スポケーンへ昇格して5試合に登板後、8月にA+級ベーカーズフィールド・ブレイズへ昇格。11試合に登板して1勝1敗2セーブ、防御率2.35、16奪三振を記録した。
2010年はA+級ベーカーズフィールドでプレーし、32試合に登板して4勝3敗、防御率3.06、52奪三振を記録した。
2011年はAA級フリスコ・ラフライダーズでプレーし、48試合に登板して9勝1敗13セーブ、防御率1.81、77奪三振を記録した。オフに40人枠入りを果たした。
2012年3月19日にAAA級ラウンドロック・エクスプレスへ異動した。4月4日にマイナーの故障者リスト入りし、4月18日にトミー・ジョン手術を受けた。4月23日に自由契約となったが、29日にレンジャーズとマイナー契約で再契約した。この年は手術の影響でシーズンを全休した。オフの10月30日にレンジャーズとメジャー契約を結んだ。
2013年はまずAA級フリスコでプレーし、16試合に登板して1勝0敗2セーブ、防御率6.19、21奪三振を記録した。7月にAAA級ラウンドロックへ昇格。11試合に登板して0勝1敗1セーブ、防御率9.82、12奪三振を記録した。9月1日に自由契約となった。

### タイガース時代
2013年9月18日にデトロイト・タイガースとマイナー契約を結び、11月20日にメジャー契約を結んだ。
2014年は傘下のAAA級トレド・マッドヘンズで開幕を迎え、4月18日にメジャーへ昇格。同日のロサンゼルス・エンゼルス戦でメジャーデビュー。10点ビハインドの6回表から登板し、2回を1安打無失点1奪三振に抑えた。8月30日にDFAとなり、翌31日にマイナー契約でAAA級トレドへ降格した。この年メジャーでは8試合に登板して1勝0敗、防御率5.11、5奪三振を記録した。オフの11月3日にFAとなった。

### ロッキーズ時代

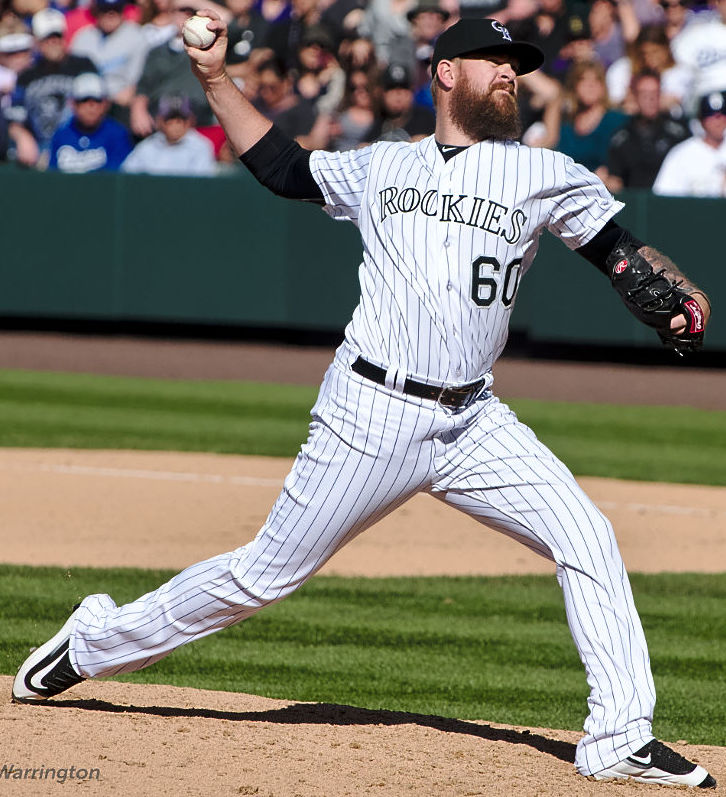
コロラド・ロッキーズ時代
(2016年5月2日)

2014年11月22日にロッキーズとマイナー契約を結んだ。
2015年は開幕を傘下のAA級ニューブリテン・ロックキャッツで迎えた後、AAA級アルバカーキ・アイソトープスでプレーした。6月17日にメジャー契約を結んでアクティブ・ロースター入りした。この年は34試合に登板して3勝3敗1セーブ、防御率4.05、38奪三振を記録した。
2016年は開幕からアクティブ・ロースター入りしたが、7月5日に左脇腹痛で15日間の故障者リスト入りし、9月2日に復帰した。40試合に登板し、422⁄3回で防御率5.70と前年を下回る成績となった。レギュラーシーズン終了後の10月12日にマイナー契約でAAA級アルバカーキへ配属された後、翌13日にFAとなった。

### エンゼルス傘下時代
2016年11月8日にエンゼルスとマイナー契約を結び、2017年のスプリングトレーニングに招待選手として参加することになった。
2017年は開幕から傘下のAAA級ソルトレイク・ビーズでプレーしていたが、7月16日に自由契約となった。

### ナショナルズ時代
2018年1月12日にワシントン・ナショナルズとマイナー契約を結んだ。
シーズンでは開幕を傘下のAAA級シラキュース・チーフスで迎え、5月25日にメジャー契約を結んでアクティブ・ロースター入りした。この年は51試合に登板して7勝1敗2セーブ、防御率3.61、60奪三振を記録した。
2019年7月29日にDFAとなり、8月2日にマイナー契約でAAA級フレズノ・グリズリーズへ配属された。9月30日にFAとなった。

### ナショナルズ退団後
2019年12月1日にトロント・ブルージェイズとマイナー契約を結び、2020年のスプリングトレーニングに招待選手として参加することになった。
その後、9月15日にインターナショナル・キャップスペースとのトレードで、シンシナティ・レッズへ移籍した。この年は新型コロナウイルスの影響でマイナーリーグの試合が開催されず、双方の傘下球団在籍時にメジャーにも昇格しなかったため、公式戦の出場は無かった。オフの11月2日にFAとなった。

### ナショナルズ復帰
2021年2月23日にナショナルズとマイナー契約を結び、スプリングトレーニングに招待選手として参加することになった。シーズンでは6月15日にメジャー契約を結んでアクティブ・ロースター入りし、同日のピッツバーグ・パイレーツ戦で2年ぶりのメジャー復帰登板を果たした。6月29日にDFAとなった。

### カージナルス時代
2021年7月2日にウェイバー公示を経てセントルイス・カージナルスへ移籍した。オフの10月25日にDFAとなった。その2日後に一度はFAとなったが、同日中にマイナー契約で再契約を結び、そのまま傘下のAAA級メンフィス・レッドバーズに配属された。

## 詳細情報

### 年度別投手成績
| 年 度    | 球 団    | 登 板 | 先 発 | 完 投 | 完 封 | 無 四 球 | 勝 利 | 敗 戦 | セ 丨 ブ | ホ 丨 ル ド | 勝 率 | 打 者 | 投 球 回 | 被 安 打 | 被 本 塁 打 | 与 四 球 | 敬 遠 | 与 死 球 | 奪 三 振 | 暴 投 | ボ 丨 ク | 失 点 | 自 責 点 | 防 御 率 | W H I P |
| -------- | -------- | ----- | ----- | ----- | ----- | -------- | ----- | ----- | -------- | ----------- | ----- | ----- | -------- | -------- | ----------- | -------- | ----- | -------- | -------- | ----- | -------- | ----- | -------- | -------- | ------- |
| 2014     | DET      | 8     | 0     | 0     | 0     | 0        | 1     | 0     | 0        | 0           | 1.000 | 53    | 12.1     | 14       | 2           | 2        | 0     | 0        | 5        | 0     | 0        | 9     | 7        | 5.11     | 1.30    |
| 2015     | COL      | 34    | 0     | 0     | 0     | 0        | 3     | 3     | 1        | 7           | .500  | 129   | 33.1     | 21       | 2           | 11       | 0     | 0        | 38       | 2     | 0        | 15    | 15       | 4.05     | 0.96    |
| 2016     | COL      | 40    | 0     | 0     | 0     | 0        | 1     | 1     | 0        | 1           | .500  | 194   | 42.2     | 50       | 6           | 20       | 0     | 2        | 45       | 3     | 1        | 27    | 27       | 5.70     | 1.64    |
| 2018     | WSH      | 51    | 0     | 0     | 0     | 0        | 7     | 1     | 2        | 11          | .875  | 215   | 52.1     | 42       | 10          | 17       | 1     | 2        | 60       | 1     | 0        | 22    | 21       | 3.61     | 1.13    |
| 2019     | WSH      | 17    | 0     | 0     | 0     | 0        | 1     | 0     | 0        | 4           | 1.000 | 65    | 15.2     | 16       | 5           | 4        | 0     | 2        | 11       | 0     | 0        | 8     | 7        | 4.02     | 1.28    |
| 2021     | WSH      | 5     | 0     | 0     | 0     | 0        | 0     | 0     | 0        | 1           | ----  | 15    | 3.0      | 5        | 3           | 1        | 0     | 0        | 4        | 0     | 0        | 5     | 5        | 15.00    | 2.00    |
| 2021     | STL      | 18    | 0     | 0     | 0     | 0        | 1     | 0     | 1        | 1           | 1.000 | 68    | 16.0     | 15       | 2           | 5        | 0     | 2        | 9        | 0     | 0        | 8     | 8        | 4.50     | 1.25    |
| '21計    | STL      | 23    | 0     | 0     | 0     | 0        | 1     | 0     | 1        | 1           | 1.000 | 83    | 19.0     | 20       | 5           | 6        | 0     | 2        | 13       | 0     | 0        | 13    | 13       | 6.16     | 1.37    |
| MLB：6年 | MLB：6年 | 173   | 0     | 0     | 0     | 0        | 13    | 5     | 4        | 25          | .737  | 739   | 175.1    | 163      | 30          | 60       | 1     | 8        | 172      | 6     | 1        | 94    | 90       | 4.62     | 1.27    |

- 2021年度シーズン終了時

### 背番号
- 60（2014年 - 2016年、2018年 - 2019年、2021年）